# هنريك آدم ديو
هنريك آدم ديو (بالنرويجية البوكمول: Henrik Adam Due)‏ هو معلم موسيقى وموسيقي نرويجي، ولد في 19 أبريل 1891 في سانت بول في الولايات المتحدة، وتوفي في 3 مايو 1966 في أوسلو في النرويج.

## وصلات خارجية
- هنريك آدم ديو على موقع ميوزك برينز (الإنجليزية)